# 巴塔盖卡坑
巴塔盖卡坑（羅馬化：Batagaika）位于俄罗斯联邦萨哈共和国上扬斯克区切尔斯基山脉地区的一个热喀斯特洼地，是目前世界上最大的永久冻土坍塌区域，其长度约为1000米，深度约100米。巴塔盖卡坑最早于1960年代被发现，因当地森林植被被大量砍伐，地表积热导致地下永久冻土不断融化，坑内边缘失稳经常发生滑坡，随着全球气候变暖加速了地区永久冻土融化，故巴塔盖卡坑规模和深度还在继续增长，最新研究表明其直径以每年12～14米速度向外不断扩张。